# Somália Italiana

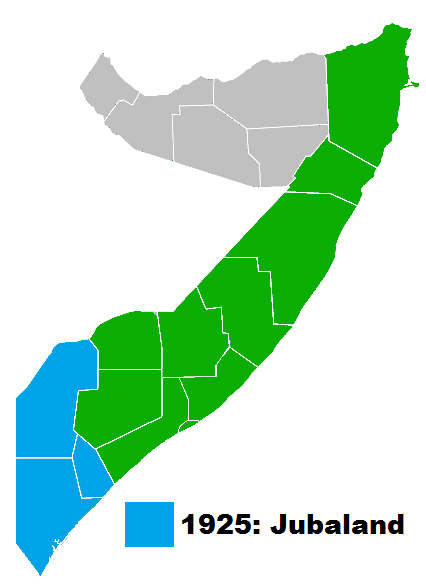
Mapa da Somália Italiana

A Somália Italiana, ou raramente Somalilândia Italiana, foi uma colônia italiana, que durou de fins do século XIX até 1941. Após isso, esteve sob domínio britânico até 1949, quando foi convertida em Protetorado das Nações Unidas. Ocupava parte do território do atual Estado africano da Somália. A capital da Somália Italiana foi Mogadiscio.

## História
A Itália obteve o controle de várias partes da Somália na década de 1880 e ao longo dos anos seguintes, o estabelecimento de colonos italianos foi estimulado. Em 1936, após a Segunda Guerra Ítalo-Etíope, a Somália Italiana tornou-se parte da África Oriental Italiana junto com a Etiópia e Eritreia.
Foi chamado Governorato di Somalia.

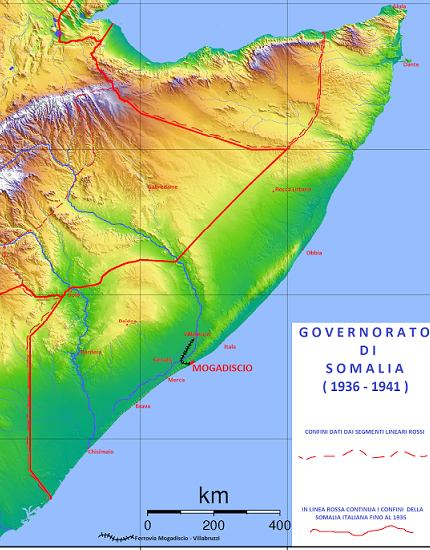
1936-1941 Somália Italiana

Em 1941, o território foi ocupado por tropas britânicas e a administração permaneceu nas mãos do Reino Unido até novembro de 1949, quando a Somália Italiana foi convertida num Protetorado das Nações Unidas sob administração fiduciária de Roma, que durou de 1950 a 1960.
No primeiro dia de julho de 1960 a Somália Italiana conquistou a independência, após a qual imediatamente se uniu à vizinha Somalilândia, que se tornara independente em 26 de junho, para constituir a  República da Somália.

## Bandeira e brasão

Bandeira da Somália Italiana
Brasão da Somália Italiana